# Aaron Ogden
Aaron Ogden (ur. 3 grudnia 1756 w Elizabeth, zm. 19 kwietnia 1839 w Jersey City) – amerykański prawnik i polityk. W latach 1801–1803 reprezentował stan New Jersey w Senacie Stanów Zjednoczonych. W latach 1812–1813 był gubernatorem tego stanu.